# جوي هاكيت
جوي هاكيت (بالإنجليزية: Joey Hackett)‏ هو لاعب كرة قدم أمريكية أمريكي، ولد في 29 سبتمبر 1958 في غرينزبورو في الولايات المتحدة.

## وصلات خارجية
- جوي هاكيت على موقع مرجع كرة القدم المحترفة.كوم (الإنجليزية)